# Julia Marianne Kirchner
Julia Marianne Kirchner (* 1937 in Wiesbaden) ist eine deutsche Romanistin und Übersetzerin literarischer Werke vor allem aus dem Italienischen und Französischen.
Sie ist die Tochter des Hölderlin-Forschers Werner Kirchner und der Malerin Annemarie von Jakimow-Kruse.
Nach einer Ausbildung studierte sie Romanistik und war 1961/62 Assistentin von Siegfried Unseld im Suhrkamp Verlag. Im Jahr 1966 promovierte sie an der Universität Marburg.
Sie lebt in Wiesbaden.

## Publikationen
- Untersuchung zum Phänomen der littérature engagé in Italien (1940–1960). (Dissertation), Verlag Görich & Weierhäuser, Marburg 1966

Übersetzungen
- Italo Calvino: Erzählungen. Deutsch von Julia M. Kirchner. Suhrkamp, Frankfurt a. M. 1964.
- Italo Calvino: Marcovaldo oder Abenteuer eines einfachen Mannes in der Stadt nach dem Kalender erzählt. S. Fischer, Frankfurt a. M. 1967. (Mitübersetzerin).
- Marie-Madeleine de La Fayette: Die Prinzessin von Cleves. Insel, Frankfurt am Main 1967. (Nachwort von Émile Magne). 2. Auflage 1984
- Dominique Fernandez: Süditalienische Reise. Insel, Frankfurt am Main 1969.
- Der Abbe de Choisy in Frauenkleidern. Memoiren – Mit einem Nachwort von Georges Mongredien. Insel, Frankfurt am Main 1969.
- Bertrand Russell: Autobiographie. Bände I-III. 1. 1872–1914; 2. 1914–1944; 3. 1944–1967. Suhrkamp, Frankfurt am Main 1977.
- Italo Calvino: Eines Nachmittags, als Adam. In: Franz Rottensteiner: Phantastische Geschichten. Insel 1985.
- Italo Calvino: Abenteuer eines Lesers. Carl Hanser, München 1986. (Mitübersetzerin).
- Italo Calvino: Zuletzt kommt der Rabe. dtv, München 1989. (Mitübersetzerin).
- Jean Orieux: Das Leben des Voltaire. Insel, 1996.
- Italo Calvino: Heikle Erinnerungen. dtv, München 2000. (Mitübersetzerin).
- Italo Calvino: Schwierige Liebschaften. Sämtliche Erzählungen. Carl Hanser Verlag, München 2013, ISBN 978-3-446-24325-5 (Mitübersetzerin).